# 感触 (甲斐バンドの曲)
「感触」（タッチ）は、1979年5月5日に発売された甲斐バンドの12枚目のシングル。

## 概要
アルバム『マイ・ジェネレーション』の先行シングル。オリコン最高位13位。
「裏切りの街角」がヒットした時、次シングル曲に全く曲想の異なる「かりそめのスウィング」を出して売れなかった苦い経験から、あえて大ヒットした前作「HERO」と同パターンの曲をリリースした。
B面「汽笛の響き」はアルバム未収録だったが、2007年紙ジャケシリーズにて『誘惑』のボーナス・トラックとして収録された。

## 収録曲
- 全編曲：甲斐よしひろ

1. 感触（タッチ）
作詞・作曲：甲斐よしひろ、弦管編曲：瀬尾一三
2. 汽笛の響き
作詞：長岡和弘、作曲：松藤英男、甲斐よしひろ